# Schipperke
Schipperke là giống chó thuộc nhóm chó chăn cừu có nguồn gốc xuất xứ từ Bỉ, chúng có tuổi thọ khoảng 13–15 năm. Mặc dù được coi là một trong những giống chó khá đáng yêu, tuy nhiên chúng cũng mang đến một số rắc rối cho chủ nhân. Đôi khi được gọi là "ma quỷ". Những chú chó này không thích tuân theo chủ nhân và thích trêu đùa các động vật khác. Chúng có thể rất ngoan ngoãn nếu được giữa cách xa loài động vật khác. Chúng không thích hợp ở với những chủ nhân hay nổi nóng và cũng cần phải được dạy dỗ thường xuyên.

## Đặc điểm
Đôi tai nhỏ bé của giống chó này dựng lên trên đỉnh đầu. Chó Schipperke được phủ đầy một lớp lông phủ mềm mại, mềm mại, được bao phủ lớp ngoài dài hơn. Một trong những đặc điểm của giống chó là một cái diềm dài bao quanh cổ và sau đó một dải đi xuống phía sau con chó. Chúng cũng có lông dài hơn trên chân sau của họ được gọi là culottes. Loài này có màu đen, hoặc màu vàng và lớp lông áo khoác sáng bóng. Giống chó này thường nặng từ 3–9 kg (6,6–19,8 lb). Chó con được sinh ra với đuôi dài khác nhau. Ở Canada và Hoa Kỳ, đuôi thường được bấm cụt vào ngày sau khi sinh. Ở các quốc gia có lệnh cấm bấm đuôi, Schipperke có hình dáng đuôi tự nhiên của chúng, thay đổi theo loại.
Schipperke không có vấn đề sức khỏe đặc biệt. Cuộc khảo sát của Kennel Club của Anh xếp tuổi thọ trung bình của giống chó này lúc 13 tuổi, với khoảng 20% sống đến 15 tuổi trở lên. Trong số 36 con chó đã chết trong cuộc khảo sát, con chó già nhất là 17 1⁄2 tuổi. Tuy nhiên, không hoạt động, thiếu tập thể dục và ăn quá nhiều là rất tai hại, và có thể dẫn đến các vấn đề chung và xương và răng, tim, phổi hoặc điều kiện tiêu hóa. Một số con Schipperkes đã chứng minh khuynh hướng động kinh, mặc dù không có xét nghiệm: những điều này dường như liên quan đến thừa hưởng di truyền. 
Một báo trước cho sức khỏe tốt của Schipperke là MPS IIIB, một đột biến di truyền xảy ra ở nhiều nhất là 15% tổng số quần thể giống. Nó chỉ xảy ra trong giống Schipperkes. Trường thú y của Đại học Pennsylvania đã phát triển một thử nghiệm về căn bệnh này và bắt đầu nhận mẫu vào tháng 4 năm 2003. Dấu hiệu lâm sàng xuất hiện từ hai đến bốn tuổi, và không có phương pháp chữa trị hoặc phương pháp điều trị đã biết. Bệnh ảnh hưởng đến sự cân bằng, xử lý các chướng ngại vật (như cầu thang), và tương tự như các bệnh lưu trữ lysosome ở người như bệnh Tây Sachs và bệnh Gaucher.

## Tính nết
Được biết đến với một tính khí bướng bỉnh, tinh quái, và cứng đầu, nó cũng đuổi theo những con vật nhỏ. Schipperke đôi khi được gọi là "con cáo đen nhỏ", "con quỷ đen Tasmania", hay "con quỷ đen nhỏ". Chúng là những con chó hay tò mò và có năng lượng cao và yêu cầu tập thể dục và giám sát. Chó Schipperke rất thông minh và độc lập và đôi khi tranh luận lắng nghe chủ sở hữu, thay vì chọn làm bất cứ điều gì mang lại lợi ích cho nó nhiều nhất
Không nhất thiết phải là con chó thích hợp cho một chủ sở hữu chó lần đầu. Chó Schipperkes yêu cầu đào tạo và không gian có rào chắn an toàn để chạy. Chúng là những con sủa đáng gờm, dai dẵng và có thể hung dữ với những con chó khác. Nếu không thì chúng là những con chó tốt, và tính cách của chúng là vấn đề chúng được nuôi dưỡng như thế nào, và chúng là ai. Chúng thường có tập tính ham mồi cao, thường tập trung vào động vật gặm nhấm và động vật nhỏ, và có thể vượt trội trong các cuộc thi vâng lời và thể hiện sự nhanh nhẹn. 